# Iwan T. Aminoff

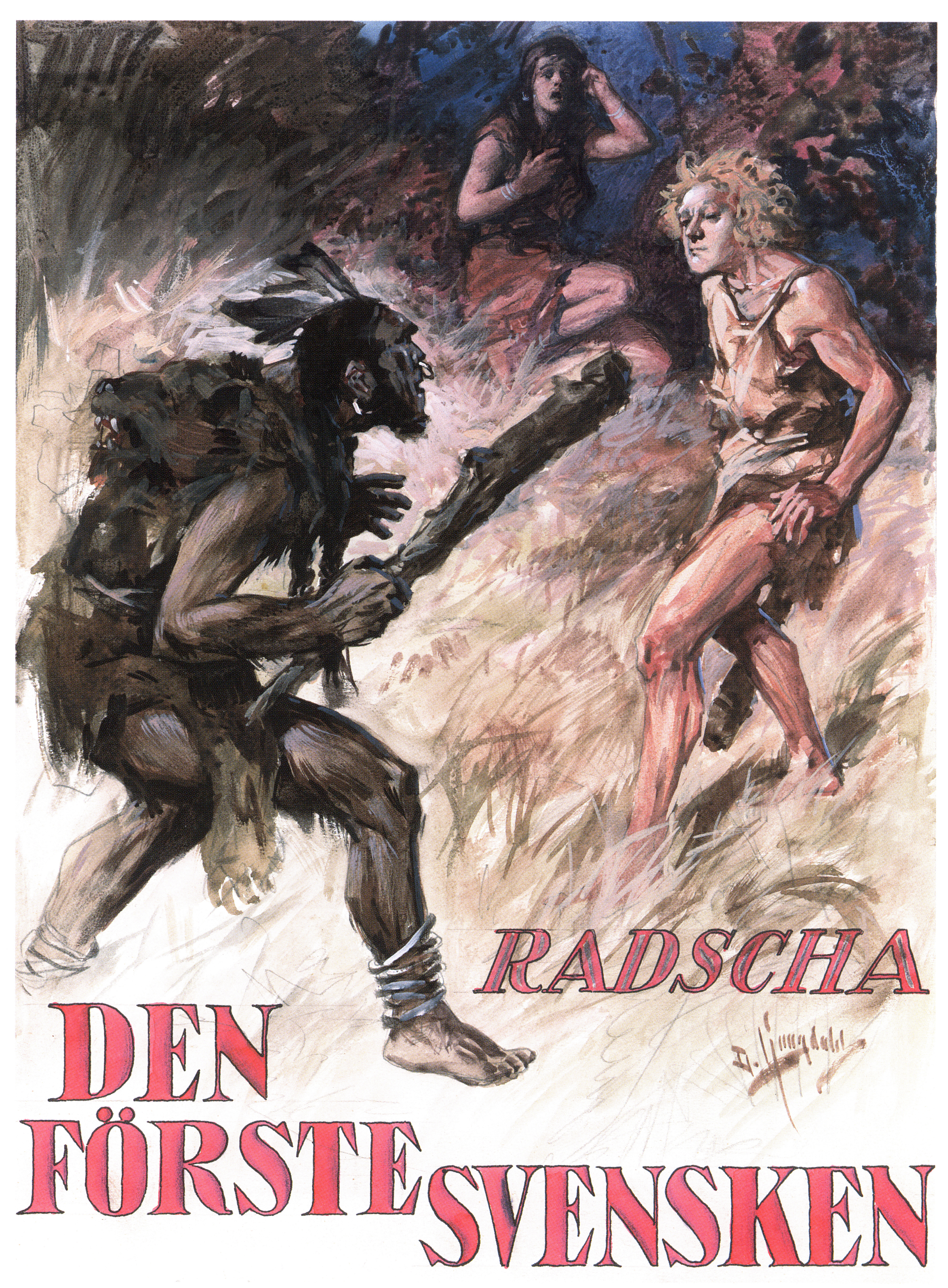
Bokomslag till Den förste svensken utfört av David Ljungdahl.

Iwan Tönnes Edvard Aminoff, född 8 maj 1868 i Stockholm, död 6 april 1928 i Stockholm, var en svensk författare och arméofficer. Pseudonymer: Radscha och Vox.

## Biografi
Föräldrar var sjökaptenen Iwan Fredrik Aminoff och Anna Constance Aminoff, född Hummel. Aminoff blev underlöjtnant vid Bohusläns regemente 1888, major vid Skaraborgs regemente 1913 och överstelöjtnant vid Karlskrona grenadjärregemente 1916. Åren 1896–1897 tjänstgjorde han vid franska armén i Alger och var 1917 kommenderad till Västfronten. Aminoff blev 1923 chef för Stora Kopparberg bergslags skeppningskontor i Gävle.
Aminoff debuterade som författare 1899 och gav ut ett fyrtiotal skönlitterära verk och därtill några fackböcker. Han betraktas som en svensk pionjär inom deckargenren.
Han gifte sig första gången 2 december 1892 med Hanna Sofia Ekström och andra gången 28 december 1898 med Olga Elvira Wallerstedt.
Aminoff är begravd på Mariebergs kyrkogård i Göteborg.